# Reprezentacja Rumunii na Mistrzostwach Europy w Wioślarstwie 2009
Reprezentacja Rumunii na Mistrzostwach Europy w Wioślarstwie 2009 liczyła 27 sportowców. Najlepszymi wynikami było 1. miejsce w dwójce bez sternika kobiet i ósemce kobiet.

## Medale

### Złote medale
dwójka bez sternika kobiet (W2-): Camelia Lupascu, Nicoleta Albu
ósemka kobiet (W8+): Roxana Cogianu, Ionelia Neacsu, Maria Diana Bursuc, Ioana Craciun, Adelina Cojocariu, Cristina Ilie, Camelia Lupascu, Eniko Barabas, Teodora Stoica

### Srebrne medale
Brak

### Brązowe medale
czwórka podwójna kobiet (W4x): Anca Luchian, Irina Dorneanu, Andreea Boghian, Cristina Grigoraș

## Wyniki

### Konkurencje mężczyzn
- czwórka bez sternika (M4-): Ionut Minea, Andrei Radion, Ionel Strungaru, Marius Luchian – 5. miejsce
- ósemka (M8+): Florin Lauric, Aurelian Stoica, George Robu, Gheorghita Munteanu, Petru Codau, Gheorghe Oros, Iulian Arba, Catalin Todirenchi, Bogdan Codrici – 6. miejsce

### Konkurencje kobiet
- dwójka bez sternika (W2-): Camelia Lupascu, Nicoleta Albu – 1. miejsce
- czwórka podwójna (W4x): Anca Luchian, Irina Dorneanu, Andreea Boghian, Cristina Grigoraș – 3. miejsce
- ósemka (W8+): Roxana Cogianu, Ionelia Neacsu, Maria Diana Bursuc, Ioana Craciun, Adelina Cojocariu, Cristina Ilie, Camelia Lupascu, Eniko Barabas, Teodora Stoica – 1. miejsce